# Permis de conduire poids lourd et transport en commun
 (août 2008).
L'obtention du permis de conduire poids lourd ou du permis de conduire transport en commun destiné à manœuvrer des camions, des tracteurs routiers, ou des autobus est soumise à une formation en transport routier dispensée par une école de conduite ou un établissement d’enseignement spécialisé en véhicules lourds. Il ne faut pas confondre le permis C qui permet de conduire des véhicules isolés affectés au transport de marchandises de plus de 3,5 tonnes de PTAC et le permis D permettant de conduire des véhicules de transport en commun de personnes de plus de 8 passagers, conducteur non compris.

## Catégories de permis européens du groupe lourd

### Transport de marchandises
- permis C1 :  Véhicule dont le PTAC > 3T500 mais inférieur a 7T500
- permis C : Véhicule dont le PTAC > 3T500
- permis C1E : Véhicule dont le PTAC > 3T500 mais inférieur a 7T500 dont le PTRA <12T
- permis CE : Véhicule dont le PTAC > 3T500 avec remorque de plus de 750 kg

### Transport de personnes
- permis D1 : 17 places maximum (conducteur compris), longueur ≤ 8 mètres
- permis D : plus de 17 places (conducteur compris)
- permis D1E : 17 places maximum (conducteur compris), longueur ≤ 8 mètres avec remorque de plus de 750 kg
- permis DE :  plus de 17 places (conducteur compris) avec remorque de plus de 750 kg

## Permis transport de marchandises

### Permis poids-lourds (permis C1 et C)
Le permis de conduire de catégorie C1 et C, dit « permis poids-lourds », autorise la conduite des véhicules de transport de marchandises, dont le PTAC excède 3,5 tonnes. 
Un véhicule de type « porteur » dont le PTAC est au moins égal à 19 tonnes pour deux essieux, 26 tonnes pour trois essieux et 32 tonnes pour quatre essieux (camion-benne, toupie à béton…), d'une longueur de 12 m et d'une largeur de 2,55 m (sauf véhicules à température dirigée -frigo, 2,60 m). Le véhicule peut prendre l'aspect d'un fourgon tôlé, bâché ou d'une caisse savoyarde sans que la hauteur de celle-ci ne soit pas inférieure à celle de la cabine. Les bennes et porte-conteneurs ne sont pas admis.[pas clair]

### Permis remorque + véhicule de marchandises (permis C1E et CE)
Les permis de conduire de catégorie C1E et CE dit "permis super-lourd" autorise la conduite des ensembles de véhicules couplés dont le véhicule tracteur entre dans la catégorie C1 et C, attelé d'une remorque ou d'une semi-remorque dont le PTAC dépasse 750 kg. Être titulaire des permis B, C1 et C au préalable. Examen théorique du code de la route. Les permis C1E et CE ouvrent le droit à l'équivalence du permis BE ainsi que des permis D1E et DE (mais uniquement si les permis D1 et D sont validés…).
Un ensemble de véhicules de type "semi-remorque" dont le PTRA est au moins égal à 21 tonnes, d'une longueur de 13 mètres et d'une largeur de 2,50 mètres respectivement minimales. La semi-remorque peut prendre l'aspect d'un fourgon tôlé, bâché ou d'une caisse savoyarde sans que la hauteur de celle-ci ne soit pas inférieure à celle de la cabine. Les bennes et porte-conteneurs ne sont pas admis. L'ensemble doit être chargé au moins à la moitié de la charge utile.

### Âge requis et conditions de validité (permis C1 et C)
- Être titulaire du permis B.
- âge requis de 21 ans dans le cas du permis "sec" (+ passage de la F.I.M.O), 18 ans dans le cas d'une formation en Titre Professionnel et 16 ans dans le cas d'un BAC PRO CTRM. Les détenteurs d'un CFR, CAP ou BEP de conduite routière et les anciens conducteurs de véhicules lourds de marchandises ayant plus d'un an d'expérience peuvent aussi prétendre à la levée de cette restriction.
- Code de la route.

## Permis transport de voyageurs

### Transport de personnes (permis D1 et D)
Les permis de conduire de catégorie D1 et D, dit "permis transports en commun", autorise la conduite des véhicules de transports en commun de voyageurs de plus de 9 places, conducteur compris (mais moins de 17 places, conducteur compris, dans le cas du D1). 
Pour le permis D1, un véhicule d'une longueur de 8 mètres et d'une largeur de 2,50 mètres maximale.

### Permis remorque + transport de personnes (permis D1E et DE)
Les permis de conduire de catégorie D1E et DE autorise la conduite des ensembles de véhicules couplés dont le véhicule tracteur entre dans la catégorie D1 et D, attelé d'une remorque dont le PTAC dépasse 750 kg. Être titulaire des permis B, D1 et D au préalable. Examen théorique du code de la route (si le précédent passage à cette épreuve date de plus de 5 ans). Les permis D1E et DE ouvre le droit à l'équivalence du permis BE ainsi que des permis C1E et CE (mais uniquement si les permis C1 et C est validé…).

### Âge requis et conditions de validité (permis D1 et D)
- Être titulaire du permis B.
- âge requis de 24 ans dans le cas du permis "sec" (+ passage de la F.I.M.O), 21 ans dans le cas d'une formation en Titre Professionnel[2].
- Code de la route.

## Épreuves du permis

### Épreuves hors circulation (I.E.S.M.)
- Code de la route.
- Interrogation écrite : L'élève tire au sort 10 questions sur un jeu de 20 fiches et dispose de 6 minutes pour y répondre. Chaque erreur donne 3 points de pénalités[3].
- Vérifications courants de sécurité : Cette épreuve consiste à "faire le tour" du véhicule en s'assurant de la présence et de la concordance des documents de bord, de vérifier l'état mécanique général puis de citer tous les organes de sécurité, en annonçant leur présence, leur bon état et leur fonctionnement. Le barème de points de pénalités est variable suivant l'omission commise par le candidat[3]. Pour le permis DE, seulement une partie de ces vérifications sont effectuées, en raison du manque de temps imparti pour cette épreuve.
- Dételage et attelage : Les vérifications sont suivies d'un dételage et d'un attelage de remorque où il faut également présenter son ensemble de véhicules[3].
- Interrogation orale :  Un jeu de 12 fiches tirées au sort sur la sécurité. Le barème de points est variable suivant les fautes et les oublis commis par le candidat[3].
- Maniabilité : Il s'agit d'être capable de manœuvrer le véhicule d'examen en marche arrière sur un parcours sinueux (de 100 mètres en 5 minutes) entre des piquets qu'il ne faut pas frôler[3]. En cas de sortie de piste du véhicule ou de heurt d'un piquet (même minime…) cela entraîne l'ajournement aux épreuves hors circulation, ces erreurs provoquant la prise directe de 18 points de pénalités et l'ajournement du candidat.

Chaque candidat prend des points dits "points de pénalité" à chaque erreur et/ou omission de sa part lors des épreuves hors circulation. Les possibilités de passage en épreuve de circulation dépendent du résultat obtenu hors circulation :
- 15 points et moins : Ouvre droit à trois passages en épreuve de circulation dans le délai d'un an.
- 16 ou 17 points : Ouvre droit à un seul passage en épreuve de circulation.
- 18 points et plus : Ajournement du candidat.

### En circulation
- L'épreuve en circulation est réalisée en ville, sur route et sur autoroute le cas échéant et permet de contrôler si le candidat maîtrise bien le véhicule dans le respect du code de la route et des règles de sécurité.

### Matériel d'apprentissage et d'examen
- Une mallette comprenant un jeu de questions écrites, un jeu de questions orales, un jeu de plans de pistes de maniabilité ainsi qu'un kit comprenant un stylo et une grille de notes d'examen pour l'inspecteur.
- Des piquets et leurs socles pour l'épreuve de maniabilité.
- Pour le permis D: un véhicule de type autocar d'une longueur de 10 mètres et d'une largeur de 2,50 mètres respectivement minimales. Les véhicules de transports de marchandises aménagés pour le transport en commun de voyageurs ne sont pas admis. La remorque doit présenter un PTAC minimal de 1,250 kg (1T250) et une largeur de 2,40 mètres au moins, aucune charge n'est imposée pour celle-ci.

## Formations complémentaires
Pour les non-détenteurs de diplôme ou d'un titre professionnel, il faut passer la Formation initiale minimale obligatoire (FIMO) (sauf si déjà obtenu à la suite du permis) puis la Formation continue obligatoire à la sécurité (FCO) tous les cinq ans.

## BEP Conduite et Services
Le BEP Conduite et Services est un diplôme de Niveau V de l'éducation nationale française qui permet d'exercer la profession de conducteur routier, pour le transport de personnes et à la livraison de marchandises. Diplôme d'études professionnelles au Québec

### Conditions d'admission
- Être titulaire du permis de conduire B au préalable (classe 5 au Québec) depuis 3 ans.
- Avoir 3 points ou moins d'inaptitude dans le dossier de conduite, n'avoir subi aucune suspension ou révocation du permis de conduire au cours des deux dernières années à la suite d'une infraction au code criminel.
- Présenter un bilan médical.
- 18 ans mais limité à 7,5 tonnes sauf si le candidat est détenteur d'un CFP, CAP de conduite routière ou Brevet d'études professionnelles(remplacé au profit du bac professionnel en 3 ans).
- Dans le milieu scolaire : après une classe de 3e du cycle général ou de découverte ou après une réorientation à la sortie d'une autre formation de même niveau ou d'une classe de seconde.
- En centre de formation continue : durée d'études variables selon le niveau initial du candidat lors de son entrée.
- Dans un CFA : il faut avoir entre 16 et 26 ans pour être admis en formation.
- 21 ans pour le permis de conduire D, avec la limitation à la conduite de l'autobus dans un rayon de 50 km autour du point d'attache, il faut parcourir 5 000 km pendant un an pour faire lever cette restriction. Toutefois les détenteurs d'un CFR, CAP ou BEP de conduite routière et les anciens conducteurs de véhicules lourds de marchandises qui ont plus d'un an d'expérience n'ont pas cette contrainte.

### Épreuves hors circulation
- Code de la route.
- Interrogation écrite : L'élève tire au sort 10 questions sur un jeu de 29 fiches et dispose de 6 minutes pour répondre. Chaque erreur fait perdre 3 points (30 questions, 75 % pour réussir au Québec).
- Vérification courants de sécurité : Cette épreuve consiste à « faire le tour » du véhicule en s'assurant de la présence et de la concordance des documents de bord, de vérifier l'état mécanique général puis de citer tous les organes de sécurité, en annonçant leur présence, leur bon état et leur fonctionnement et devant l'inspecteur. Le barème de points de pénalités est variable suivant l'omission commise par le candidat.
- Dételage et attelage : Les vérifications sont suivies d'un dételage et d'un attelage de remorque où il faut également présenter son ensemble de véhicules.
- Interrogation orale : Un jeu de 20 fiches tirées au sort contient trois questions articulées sur les thèmes de la sécurité, de la signalisation spécifique aux véhicules de transports de marchandises et de personnes, ainsi que de la mécanique des véhicules lourds. Le barème de points est variable suivant les fautes et les oublis commis par le candidat.
- Maniabilité : Il s'agit d'être capable de manœuvrer le véhicule d'examen en marche arrière sur un parcours sinueux entre des piquets qu'il ne faut pas frôler. En cas de sortie de piste du véhicule, de heurt d'un piquet ou encore de dépassement de l'arrêt de précision en fin de marche arrière, entraîne l'ajournement aux épreuves hors circulation, ces erreurs provoquant la perte directe de 18 points.

Chaque candidat perd des points dits « points de pénalité » à chaque erreur et/ou omission de sa part lors des épreuves hors circulation. Les possibilités de passage en épreuve de circulation dépendent du résultat obtenu hors circulation :
- 15 points et moins : Ouvre droit à trois passages en épreuve de circulation dans le délai d'un an.
- 16 ou 17 points : Ouvre droit à un seul passages en épreuve de circulation.
- 18 points et plus : Ajournement du candidat.

### Circulation
- L'épreuve en circulation est réalisée en ville, sur route et sur autoroute le cas échéant et permet de vérifier si le candidat maîtrise bien le camion ou l'autobus dans le respect du code de la route et des règles de sécurité pour ces types de véhicules. Cette épreuve dure environ 45 minutes.

### Matériel d'apprentissage et d'examen
- Une mallette comprenant un jeu de question écrites, un jeu de questions orales, un jeu de plans de pistes de maniabilité ainsi qu'un kit comprenant un stylo et une grille de notes d'examen pour l'inspecteur.
- Des piquets et leurs socles pour l'épreuve de maniabilité.
- Un véhicule de type porteur dont le PTAC est au moins égal à 13 tonnes, d'une longueur de 8 mètres et d'une largeur de 2.30 mètres respectivement minimales. pour le permis C (classe 3 au Québec).
- Un ensemble de véhicules de type <<semi-remorque>> avec un tracteur routier, dont le PTRA est au moins égal à 21 tonnes, d'une longueur minimale de 13 mètres et d'une largeur de 2.50 mètres. Pour le permis E(C) (classe 1 au Québec).
- Un véhicule de type autocar d'une longueur minimale de 10 mètres et d'une largeur de 2,50 mètres. Pour le permis D (classe 2 au Québec).

Les véhicules peuvent prendre l'aspect d'un fourgon tôlé, bâché ou d'une caisse savoyarde sans que la hauteur de celle-ci ne soit pas inférieure à celle de la cabine. Les bennes et porte-conteneurs ne sont pas admis. Le véhicule doit être chargé d'au moins 2/3 de sa charge utile.

### Durée de la formation
Elle est étalée sur 1 ou 2 ans suivant le niveau initial du candidat. Pour les non-détenteurs de diplôme professionnel, il faut passer la FIMO après le permis C et D puis la FCO tous les 5 ans.

### Contenu
- Français
- Langue vivante étrangère
- Histoire-Géographie
- Mathématiques
- Sciences physiques
- Éducation esthétique
- Éducation physique et sportive

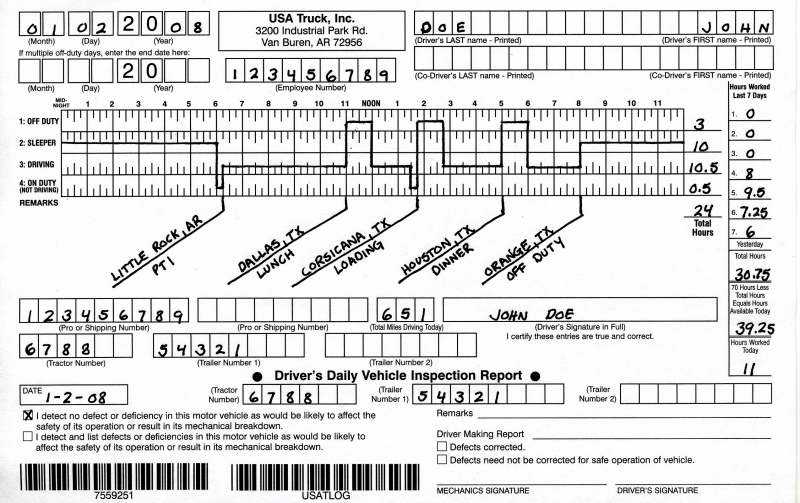
Temps de conduite en Amérique du Nord

- Organisation d'un transport et gestion du véhicule, de l'itinéraire, des fonds et de la marchandise transportée
- Choix d'un véhicule et coût de revient
- Maintenance et dépannage rapide d'un véhicule
- Analyse fonctionnelle
- Conduite et préparation aux permis B C E(C) et D
- Formation aux matières dangereuses
- Secourisme

### Passage des permis de conduire
- Pour les permis B C et D, trois passages "hors-circulation" et trois passages "en circulation" sont attribués à chaque candidat. Les examens du permis E(C) se déroulent généralement en même temps que les autres épreuves des BEP et CAP mais seuls deux passages sont admis.
- Le permis E(C) ouvre le droit à l'équivalence du permis E(B) ainsi que du permis E(D) (mais uniquement si le D est validé).

### Sanction des études
- BEP Conduite et services dans le transport routier - Niveau V
- CAP Conduite routière (en complément ou en remplacement du BEP…)
- Permis B C D et E(C)

### Possibilités en cas d'échec
Il est possible de passer les épreuves propres au CAP Conduite Routière si les épreuves au permis E(C) ont été réussies. Dans le cas contraire, le candidat conserve le bénéfice des permis B et C avec limitation à 7,5 tonnes jusqu'à l'âge de 21 ans sous réserve de réussite à ces deux épreuves. 
Dans le cas le plus critique, l'ajournement définitif au permis C annule cette faveur, même en cas de réussite totale aux épreuves du permis B.

### Autres formations spécialisées

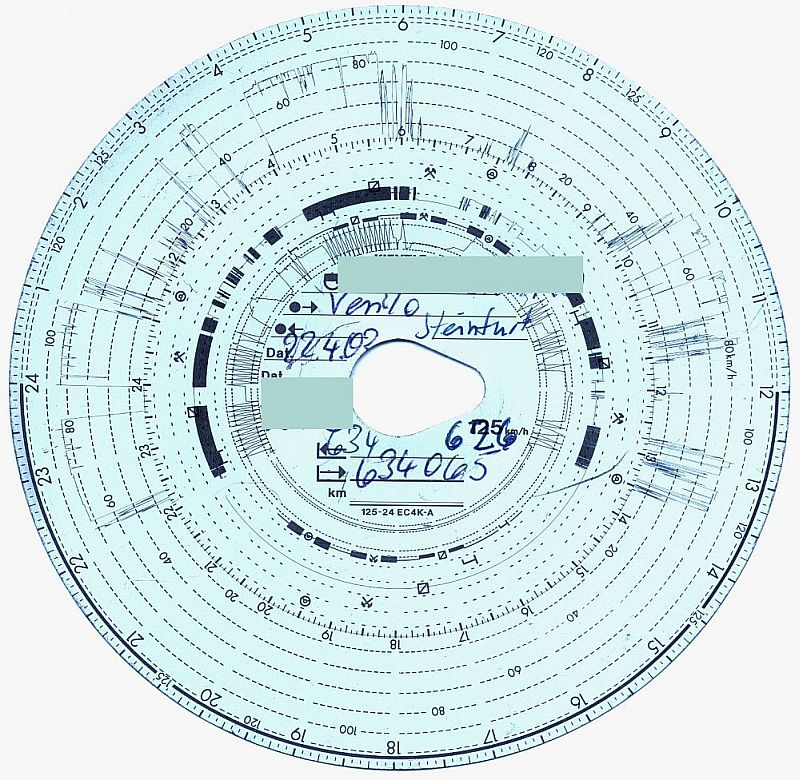
Disque de temps de conduite Européen

- Matières dangereuses colis (base obligatoire pour suivre une spécialisation)
- Matières dangereuses en citernes
- Matières radioactives
- Matières explosives
- Transport sous température dirigée
- Transport de denrées périssables
- Transport d'animaux vivants
- Conduite rationnelle et économique des véhicules
- Conduite en montagne

### Débouchés

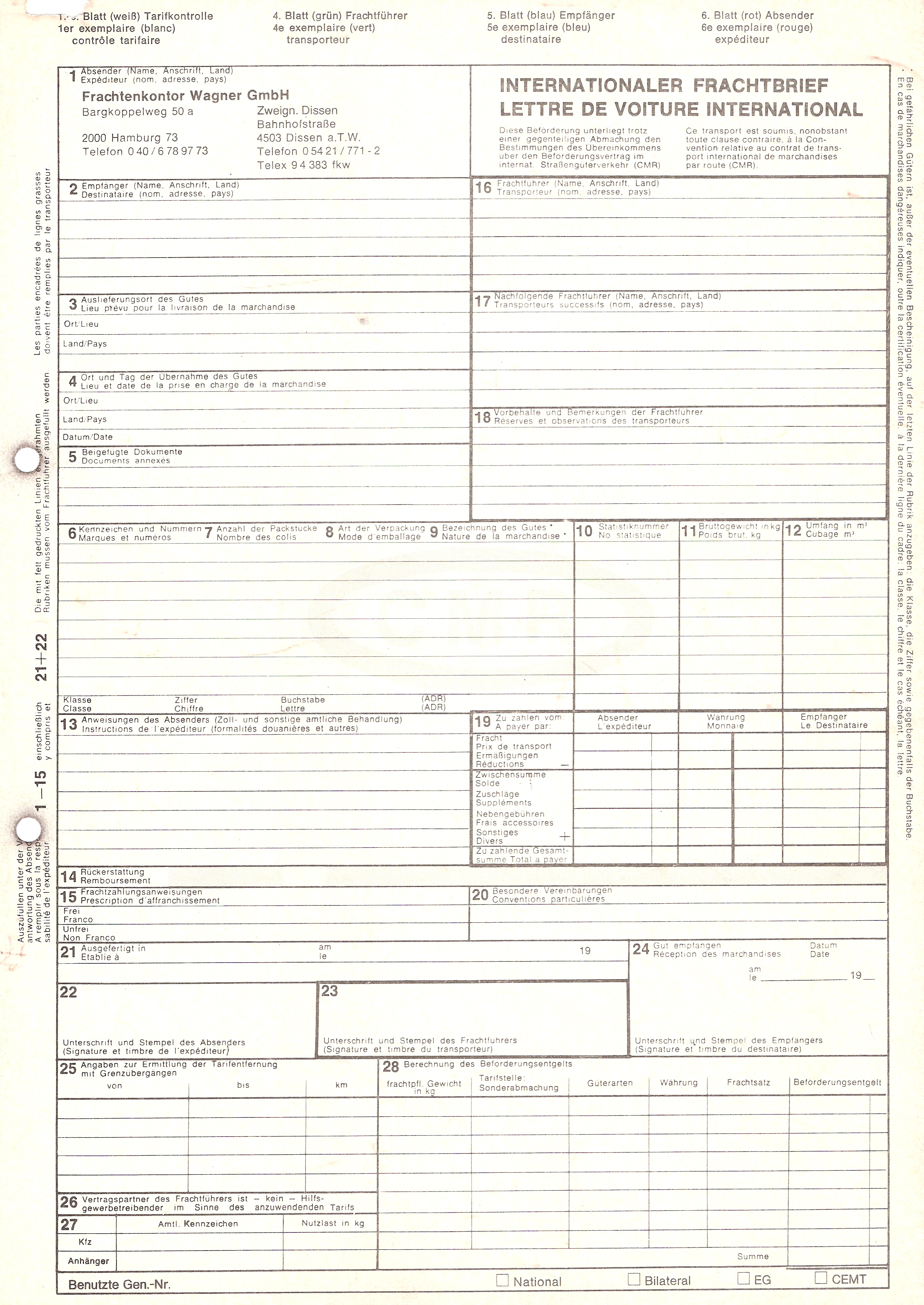
Lettre de voiture internationale, également appelée CMR (Convention Marchandise Route)

Le titulaire d'un tel diplôme est immédiatement opérationnel et peut exercer les métiers de conducteur-livreur dans une agence de messagerie, conducteur routier régional, national ou international. En tant que conducteur grand routier hautement qualifié, il peut être amené à entretenir son véhicule et à gérer son voyage sur le plan économique dans un souci permanent de sécurité, voire à rechercher lui-même du fret pour le retour, de même que charger et décharger la marchandise. 
La réglementation impose les durées maximales de conduite par jour et par semaine ainsi que les périodes de repos obligatoires. Pour les chauffeurs poids-lourds des entreprises de transport routier de marchandises, les durées maximales de temps de service journaliers, hebdomadaires et trimestriels sont fixées par un décret spécifique. Le chauffeur dispose d'un chronotachygraphe enregistrant sur un disque ou une carte à puce personnel son activité de conduite.
Il peut évoluer vers des postes de maîtrise ou devenir conducteur d'autocars et d'autobus en passant le permis D.

## Risques professionnels
Les principaux risques sont les accidents de la circulation, aggravés par l'amplitude des horaires de travail. Les vibrations et la position statique sont également un facteur de risque pour le dos. Il faut aussi noter une recrudescence des vols de marchandises lors de l'arrêt des camions sur les stationnements, peu de parcs surveillés existent en France mais leur nombre est en constante augmentation.

## En Amérique du Nord
Au Canada:
- classe 1 Tracteur routier avec une Remorque
- classe 2 Autobus
- classe 3 Camion Porteur[4]

excepté pour l'Ontario:
- classe A camion semi-remorque
- classe B autobus
- classe D camion porteur[5]